# Campeonato Mundial de Atletismo Júnior de 1988
O Campeonato Mundial de Atletismo Júnior de 1988 foi a segunda edição do Campeonato Mundial de Atletismo Júnior. Foi realizado em Sudbury, Canadá, de 27 a 31 de julho de 1988.
O Festival Boreal das Luzes do Norte da cidade foi realizado ao mesmo tempo para servir como o Festival Cultural do Campeonato. CBC e MCTV atuaram como a mídia do evento.

## Resultados

### Masculino
| Evento                   | Ouro                                   | Ouro     | Prata                            | Prata    | Bronze                                                      | Bronze   |
| ------------------------ | -------------------------------------- | -------- | -------------------------------- | -------- | ----------------------------------------------------------- | -------- |
| 100 m                    | Andre Cason · Estados Unidos           | 10.22    | Sven Matthes · Alemanha Oriental | 10.28    | Aleksandr Shlychkov · União Soviética                       | 10.37    |
| 200 m                    | Kevin Braunskill · Estados Unidos      | 20.87    | Olapade Adeniken · Nigéria       | 20.88    | Dmitriy Bartenyev · União Soviética                         | 20.92    |
| 400 m                    | Tomasz Jędrusik · Polónia              | 46.19    | Steve Perry · Austrália          | 46.74    | Anthony Eziuka · Nigéria                                    | 46.81    |
| 800 m                    | Jonah Birir · Quénia                   | 1:50.03  | Kevin McKay · Grã-Bretanha       | 1:50.79  | Melford Homela · Zimbabwe                                   | 1:51.34  |
| 1500 m                   | Wilfred Kirochi · Quénia               | 3:46.52  | Noureddine Morceli · Argélia     | 3:46.93  | Fermín Cacho · Espanha                                      | 3:47.31  |
| 5000 m                   | Henry Kirui · Quénia                   | 13:54.29 | Mohamed Choumassi · Marrocos     | 13:54.36 | Addis Abebe · Etiópia                                       | 13:58.08 |
| 10 000 m                 | Addis Abebe · Etiópia                  | 28:42.13 | Bedilu Kibret · Etiópia          | 28:48.55 | James Songok · Quénia                                       | 28:50.42 |
| Corrida de estrada 20 km | Metaferia Zeleke · Etiópia             | 59:27    | Thomas Osano · Quénia            | 1:00:14  | Abel Gisemba · Quénia                                       | 1:00:36  |
| 110 m B                  | Reinaldo Quintero · Cuba               | 13.71    | Stephen Brown · Estados Unidos   | 13.73    | Elbert Ellis · Estados Unidos                               | 13.78    |
| 400 m B                  | Kelly Carter · Estados Unidos          | 49.50    | Mugur Mateescu · Roménia         | 50.70    | Vadim Zadoinov · União Soviética                            | 50.88    |
| 3000 m Obs.              | William Chemitei · Quénia              | 8:41.61  | Matthew Birir · Quénia           | 8:44.54  | Arto Kuusisto · Finlândia                                   | 8:46.42  |
| Marcha atlética 10 km    | Alberto Cruz · México                  | 41:16.11 | Valentí Massana · Espanha        | 41:33.95 | Mikhail Khmelnitskiy · União Soviética                      | 41:38.86 |
| 4 x 100 metros           | Estados Unidos                         | 39.27    | Nigéria                          | 39.66    | Reino Unido                                                 | 40.06    |
| 4 x 400 metros           | Estados Unidos                         | 3:05.09  | Austrália                        | 3:07.60  | Jamaica                                                     | 3:08.00  |
| Salto em altura          | Artur Partyka · Polónia                | 2.28     | Lambros Papakostas · Grécia      | 2.25     | Park Jae-Hong · Coreia do Sul · Jaroslaw Kotewicz · Polónia | 2.22     |
| Salto com vara           | István Bagyula · Hungria               | 5.65     | Maksim Tarasov · União Soviética | 5.60     | Andrey Grudinin · União Soviética                           | 5.30     |
| Salto em distância       | Luis Bueno · Cuba                      | 7.99     | Saúl Isalgué · Cuba              | 7.78     | Nai Hui-Fang · Taipé Chinesa                                | 7.77     |
| Salto triplo             | Vladimir Melikhov · União Soviética    | 16.69    | Galin Georgiev · Bulgária        | 16.18    | Eugene Greene · Bahamas                                     | 16.16    |
| Arremesso de peso        | Aleksandr Klimenko · União Soviética   | 18.92    | Mike Stulce · Estados Unidos     | 18.47    | Aleksandr Klimov · União Soviética                          | 18.06    |
| Disco                    | Andreas Seelig · Alemanha Oriental     | 58.60    | Kamy Keshmiri · Estados Unidos   | 54.68    | Yuriy Nesteryets · União Soviética                          | 53.70    |
| Dardo                    | Vladimir Ovchinnikov · União Soviética | 77.08    | Steve Backley · Grã-Bretanha     | 75.40    | Jens Reimann · Alemanha Oriental                            | 71.64    |
| Martelo                  | Vadim Kolesnik · União Soviética       | 69.52    | Oleg Polyushik · União Soviética | 69.00    | Thomas Hommel · Alemanha Oriental                           | 66.06    |
| Decatlo                  | Michael Kohnle · Alemanha Ocidental    | 7729     | Robert Zmelík · Checoslováquia   | 7659     | Eduard Hämäläinen · União Soviética                         | 7596     |

### Feminino
| Evento               | Ouro                              | Ouro     | Prata                                 | Prata    | Bronze                                 | Bronze   |
| -------------------- | --------------------------------- | -------- | ------------------------------------- | -------- | -------------------------------------- | -------- |
| 100 m                | Diana Dietz · Alemanha Oriental   | 11.18    | Katrin Krabbe · Alemanha Oriental     | 11.23    | Liliana Allen · Cuba                   | 11.36    |
| 200 m                | Katrin Krabbe · Alemanha Oriental | 22.34    | Diana Dietz · Alemanha Oriental       | 22.88    | Liliana Allen · Cuba                   | 22.97    |
| 400 m                | Grit Breuer · Alemanha Oriental   | 51.24    | Maicel Malone · Estados Unidos        | 52.23    | Olga Moroz · União Soviética           | 53.20    |
| 800 m                | Birte Bruhns · Alemanha Oriental  | 2:00.67  | Catalina Gheorghiu · Roménia          | 2:01.96  | Dorota Buczkowska · Polónia            | 2:02.94  |
| 1500 m               | Doina Homneac · Roménia           | 4:12.94  | Snežana Pajkić · Iugoslávia           | 4:16.19  | Yvonne van der Kolk · Países Baixos    | 4:16.35  |
| 3000 m               | Ann Mwangi · Quénia               | 9:13.99  | Fernanda Ribeiro · Portugal           | 9:15.33  | Yvonne Lichtenfeld · Alemanha Oriental | 9:16.02  |
| 10 000 m             | Jane Ngotho · Quénia              | 33:49.45 | Olga Nazarkina · União Soviética      | 33:50.03 | Mónica Gama · Portugal                 | 34:16.13 |
| 100 m B              | Aliuska López · Cuba              | 13.23    | Birgit Wolf · Alemanha Ocidental      | 13.51    | Zhanna Gurbanova · União Soviética     | 13.64    |
| 400 m B              | Antje Axmann · Alemanha Oriental  | 57.47    | Ann Maenhout · Bélgica                | 57.58    | Silvia Rieger · Alemanha Ocidental     | 57.88    |
| Marcha atlética 5 km | María Cruz Díaz · Espanha         | 21:51.31 | Olga Sánchez · Espanha                | 21:58.17 | Maria Grazia Orsani · Itália           | 22:04.74 |
| 4 x 100 metros       | Alemanha Oriental                 | 43.48    | Cuba                                  | 44.04    | Estados Unidos                         | 44.27    |
| 4 x 400 metros       | Alemanha Oriental                 | 3:28.39  | Estados Unidos                        | 3:31.48  | União Soviética                        | 3:31.89  |
| Salto em altura      | Galina Astafei · Roménia          | 2.00     | Yelena Yelesina · União Soviética     | 1.96     | Karen Scholz · Alemanha Oriental       | 1.92     |
| Salto em distância   | Fiona May · Grã-Bretanha          | 6.88     | Anu Kaljurand · União Soviética       | 6.78     | Jo Wise · Grã-Bretanha                 | 6.69     |
| Arremesso de peso    | Ines Wittich · Alemanha Oriental  | 18.54    | Heike Rohrmann · Alemanha Oriental    | 17.84    | Elvira Polyakova · União Soviética     | 17.10    |
| Disco                | Ilke Wyludda · Alemanha Oriental  | 68.24    | Astrid Kumbernuss · Alemanha Oriental | 64.08    | Proletka Voycheva · Bulgária           | 58.94    |
| Dardo                | Karen Forkel · Alemanha Oriental  | 61.44    | Isel López · Cuba                     | 57.86    | Malgorzata Kielczewska · Polónia       | 57.04    |
| Heptatlo             | Svetla Dimitrova · Bulgária       | 6289     | Yelena Petushkova · União Soviética   | 6102     | Peggy Beer · Alemanha Oriental         | 6067     |